# László Sáry
László Sáry (hongarès: Sáry László)  (Győr, 1 de gener de 1940) és un compositor i pianista hongarès.
A la dècada de 1970 va començar a compondre amb un estil mínim. Va rebre reconeixement el 2002 per haver creat les partitures de nombroses obres d'animació i va ser guardonat amb un premi pel Jurat del Festival de Cinema d'Animació de Kecskemét a la millor música.

## Influència
Una composició dart lliure publicada el 2018 sota la influència de Sáry per a la marimba i més instruments. (del compositor d'art lliure Attila Szervác)
El seu germà gran és el també compositor József Sári.